# Daniele Brolli
Daniele Brolli (Rimini, 7 luglio 1959) è uno scrittore, illustratore, fumettista, editore, saggista, videomaker, traduttore, esperto di fantascienza, consulente editoriale italiano.

## Biografia
Come sceneggiatore di fumetti ha lavorato per le riviste Linus, Alter alter, Frigidaire, Comic Art, L'Eternauta, Cyborg, Topolino, Diabolik. Curatore editoriale della versione italiana della Isaac Asimov's Science Fiction Magazine, illustratore per Linus e Alter alter, ha curato la rubrica La pagina della sfinge sulla rivista Pulp.
Dal 1981 al 1993 ha "tradotto" per riviste e quotidiani racconti "inediti" di scrittori stranieri. Si trattava in realtà di falsi, scritti imitando lo stile dell'autore e «aggiungendovi un tassello». Il nome dell'autore veniva in alcuni casi storpiato per questioni di copyright. Nessuno si accorse che si trattava di falsi, e anzi alcuni di questi racconti vennero accolti in bibliografie e tesi di laurea. Molti dei racconti fino al 1987 vennero pubblicati su Frigidaire. Brolli è poi "uscito allo scoperto" e ne ha raccolti alcuni in Segrete identità, edito da Baldini & Castoldi nel 1996.
Nel 2001 ha fondato a Bologna la casa editrice Comma 22.

## Opere
- Segrete identità, Baldini & Castoldi, 1996.
- Animanera e quattro racconti plumbei, Baldini e Castoldi, 1997.
- Fa un po' male, Einaudi, 2004 (con Niccolò Ammaniti e Davide Fabbri).
- Mutazioni, Walt Disney Company Italia, 2001.
- Chemical USA. Il viaggiatore assente, Rizzoli, 2002, ISBN 8817869945.

### Curatore
Ha curato le antologie:
- Mirrorshades, Bompiani, 1993.

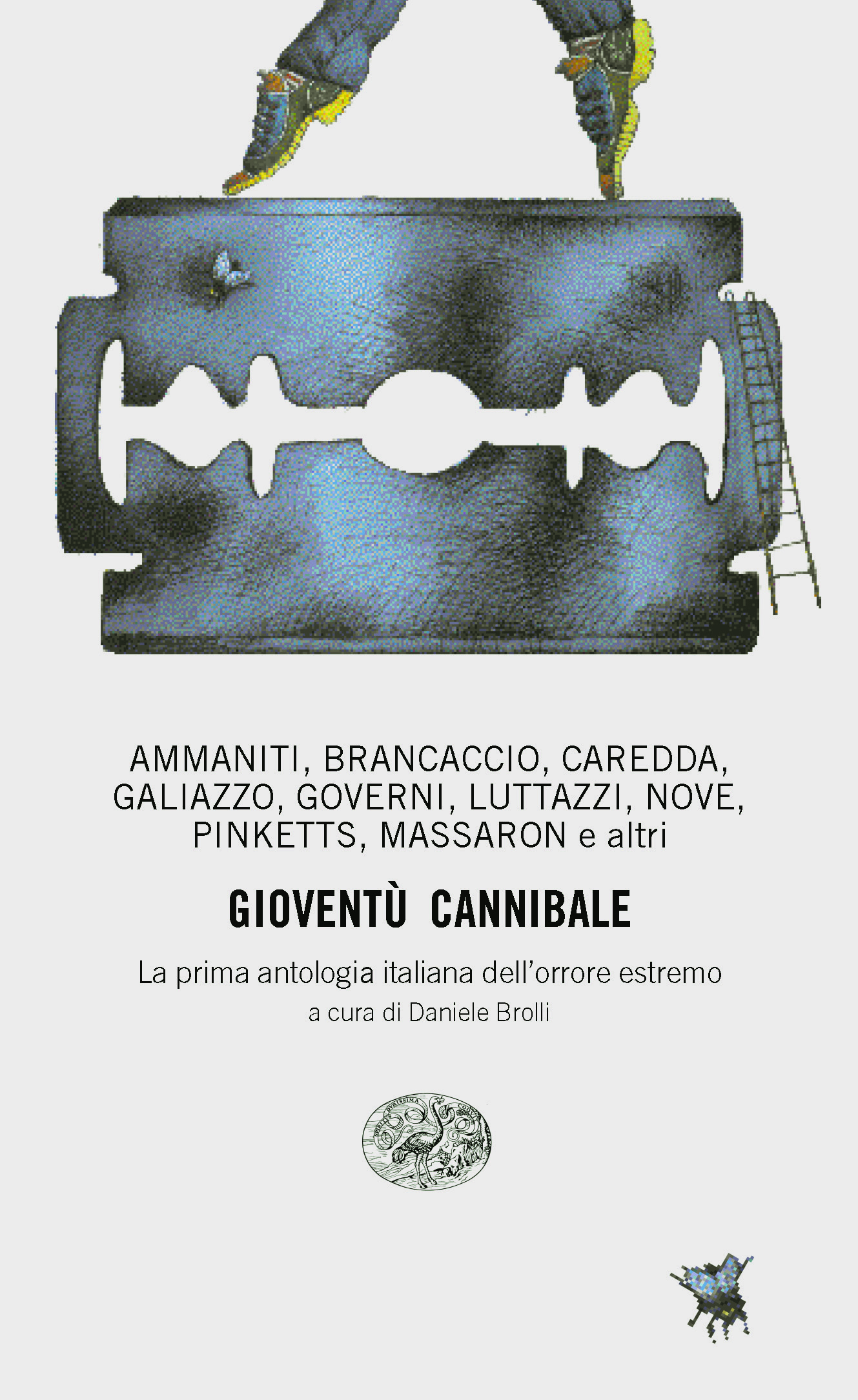
Gioventù cannibale (1996), antologia di racconti horror italiani.

- Cavalieri elettrici, Theoria, 1994.
- Cuori elettrici, Einaudi, 1996.
- Gioventù cannibale, Einaudi, 1996.
- Italia odia, Mondadori, 2001.
- Omissis. Delitti, stragi, faccendieri e Servizi segreti. L'Italia degli intrighi in undici racconti, Einaudi, 2007.